# August Hässig
August Hässig (* 18. November 1883 in Bahlingen; † 22. Dezember 1960 ebenda) war ein deutscher Politiker der SPD.

## Leben
Hässig wuchs als Sohn eines Landwirts auf. Nach dem Besuch der Volksschule war er ebenfalls als Landwirt tätig. Hässig trat in die SPD ein und war SPD-Vorsitzender in Bahlingen bis zum Parteiverbot 1933 durch die Nationalsozialisten. Im Jahr 1912 zog er in den Bahlinger Gemeinderat, 1919 in den Kreisausschuss in Freiburg ein. Im selben Jahr rückte er, nach erfolgloser Kandidatur, für die ausgeschiedene Luise Kräuter in die Verfassunggebende Landesversammlung der Republik Baden nach. 1920 kandidierte er erfolglos für den Reichstag. 1921 wurde er in den Badischen Landtag gewählt, der die Verfassunggebende Versammlung ablöste. Dem Landtag gehörte er bis zur Mandatsniederlegung am 12. März 1923 an, für ihn rückte Rolf Gustav Haebler nach.
Am 22. August 1944 geriet er aufgrund seiner politischen Aktivitäten in sogenannte „Schutzhaft“. Die Verhaftung erfolgte im Rahmen der „Aktion Gewitter“ durch die Gestapo. Am 27. August wurde er aus seiner Haft, die er im Gerichtsgefängnis Freiburg im Breisgau verbrachte, entlassen. 1945 wurde Hässig zum Bürgermeister von Bahlingen ernannt.
Hässig war seit 1909 mit Anna Maria, geborene Schirm, verheiratet.